# BHK Motorsport
BHK Motorsport est une écurie de sport automobile anglaise fondée en décembre 2016 par Francesco Dracone. Elle a participé à différents championnats tels que les V de V Endurance Series et l'European Le Mans Series.

## Histoire
BHK Motorsport est fondée par Francesco Dracone, qui après une carrière en monoplaces, crée l'écurie afin de disputer des courses de prototypes. 
Ainsi, en 2017, pour sa première année d'existence, le BHK Motorsport débute dans le championnat V de V Endurance Series avec une Ligier JS P3,. Afin d'agrémenter sa saison, l'écurie participe également aux 6 Heures de Rome. Ils finiront l'épreuve à une belle troisième place.
En 2018, après une première saison en V de V Endurance Series, l'écurie se lance en European Le Mans Series. Malgré les ambitions de faire rouler une voiture dans la catégorie LMP2, c'est comme l'année précédente, dans la catégorie LMP3 que le BHK Motorsport s'engage.
En 2019, toujours en European Le Mans Series, BHK Motorsport saute finalement le pas et s'engage en LMP2 avec une Oreca 07,.

## Résultats en compétition automobile

### V de V Endurance Series
| Année | Classe | no  | Châssis      | Moteur                | Piloti     | Piloti    | Piloti |
| ----- | ------ | --- | ------------ | --------------------- | ---------- | --------- | ------ |
| 2017  | LMP3   | 735 | Ligier JS P3 | Nissan VK 50 5,0 l V8 | F. Dracone | J.Baratto |        |

### European Le Mans Series
| Année |      | Classe | no | Châssis        | Moteur                               | Piloti     | Piloti     | Piloti   |
| ----- | ---- | ------ | -- | -------------- | ------------------------------------ | ---------- | ---------- | -------- |
| 2018  | ELMS | LMP3   | 16 | Ligier JS P3   | Nissan VK50VE 5,0 l V8 Atmo          | F. Dracone | J. Baratto |          |
| 2019  | ELMS | LMP2   | 35 | Oreca 07       | Gibson GK428 4,2 l V8 atmosphérique  | F.Dracone  | S. Campana |          |
| 2019  | ELMS | LMP3   | 16 | Ligier JS P3   | Nissan VK50VE 5,0 l V8 Atmo          | J. Baratto | F. Mannino |          |
| 2020  | ELMS | LMP2   | 35 | Oreca 07       | Gibson GK428 4,2 l V8 atmosphérique  | F.Dracone  | S.Campana  |          |
| 2020  | ELMS | LMP3   | 16 | Ligier JS P320 | Nissan VK 50+ 5,0 l Atmo             | L.Veglia   | F.Mannino  |          |
| 2021  | ELMS | LMP2   | 35 | Oreca 07       | Gibson GK428 4,2 l V8 atmosphferique | F.Dracone  | S.Campana  | M.Pommer |
| 2022  | ELMS | LMP2   | 35 | Oreca 07       | Gibson GK428 4,2 l V8 atmosphérique  | F.Dracone  | S. Campana | M.Pommer |
| 2023  | ELMS | LMP2   |    | Oreca 07       | Gibson GK428 4,2 l V8 atmosphérique  |            |            |          |

## Pilotes
- Jacopo Baratto (2017-2018)
- Sergio Campana (2019-)
- Tom Cloet (2020-)
- Francesco Dracone (2017-)
- Garry Findlay (2019-)
- Gabriele Lancieri (en) (2017)
- Markus Pommer (2017)